# Petasina lurida
Petasina lurida is een slakkensoort uit de familie van de Hygromiidae. De wetenschappelijke naam van de soort is voor het eerst geldig gepubliceerd in 1828 door C. Pfeiffer.